# Oscarsgalan 1967
Oscarsgalan 1967 som hölls 10 april 1967 var den 39:e upplagan av Oscarsgalan där det prestigefyllda amerikanska filmpriset Oscar delades ut till filmer som kom ut under 1966.

## Priskategorier

### Bästa film
Vinnare:
En man för alla tider - Fred Zinnemann
Övriga nominerade:
Fallet Alfie - Lewis Gilbert
Ryssen kommer! Ryssen kommer! - Norman Jewison
Kanonbåten San Pablo - Robert Wise
Vem är rädd för Virginia Woolf? - Ernest Lehman

### Bästa manliga huvudroll
Vinnare:
En man för alla tider - Paul Scofield (närvarade inte vid ceremonin)
Övriga nominerade:
Ryssen kommer! Ryssen kommer! - Alan Arkin
Vem är rädd för Virginia Woolf? - Richard Burton
Fallet Alfie - Michael Caine
Kanonbåten San Pablo - Steve McQueen

### Bästa kvinnliga huvudroll
Vinnare:
Vem är rädd för Virginia Woolf? - Elizabeth Taylor (närvarade inte vid ceremonin)
Övriga nominerade:
En man och en kvinna - Anouk Aimée
Butiken vid Storgatan - Ida Kaminska
Georgy - En ploygirl - Lynn Redgrave
Morgan - hur galen som helst - Vanessa Redgrave

### Bästa manliga biroll
Vinnare:
Storsvindlarna - Walter Matthau
Övriga nominerade:
Kanonbåten San Pablo - Mako
Georgy - En ploygirl - James Mason
Vem är rädd för Virginia Woolf? - George Segal
En man för alla tider - Robert Shaw

### Bästa kvinnliga biroll
Vinnare:
Vem är rädd för Virginia Woolf? - Sandy Dennis (närvarade inte vid ceremonin)
Övriga nominerade:
En man för alla tider - Wendy Hiller
Hawaii - Jocelyne LaGarde
Fallet Alfie - Vivien Merchant
Big Boy - Geraldine Page

### Bästa regi
Vinnare:
En man för alla tider - Fred Zinnemann
Övriga nominerade:
Blow-up - förstoringen - Michelangelo Antonioni
De professionella - Richard Brooks
En man och en kvinna - Claude Lelouch
Vem är rädd för Virginia Woolf? - Mike Nichols

### Bästa originalmanus
Vinnare:
En man och en kvinna - Claude Lelouch (manus/berättelse), Pierre Uytterhoeven (manus)
Övriga nominerade:
Blow-up - förstoringen - Michelangelo Antonioni (manus/berättelse), Tonino Guerra (manus), Edward Bond (manus)
Storsvindlarna - Billy Wilder, I.A.L. Diamond
Khartoum - Robert Ardrey
Människojakt - Clint Johnston, Don Peters

### Bästa manus efter förlaga
Vinnare:
En man för alla tider - Robert Bolt
Övriga nominerade:
Fallet Alfie - Bill Naughton
De professionella - Richard Brooks
Ryssen kommer! Ryssen kommer! - William Rose
Vem är rädd för Virginia Woolf? - Ernest Lehman

### Bästa foto, färg
Vinnare:
En man för alla tider - Ted Moore
Övriga nominerade:
Den fantastiska resan - Ernest Laszlo
Hawaii - Russell Harlan
De professionella - Conrad L. Hall
Kanonbåten San Pablo - Joseph MacDonald

### Bästa foto, svartvitt
Vinnare:
Vem är rädd för Virginia Woolf? - Haskell Wexler
Övriga nominerade:
Storsvindlarna - Joseph LaShelle
Georgy - En ploygirl - Kenneth Higgins
Brinner Paris? - Marcel Grignon
Död man lever - James Wong Howe

### Bästa scenografi, svartvitt
Vinnare:
Vem är rädd för Virginia Woolf? - Richard Sylbert, George James Hopkins
Övriga nominerade:
Storsvindlarna - Robert Luthardt, Edward G. Boyle
Matteusevangeliet - Luigi Scaccianoce
Brinner Paris? - Willy Holt, Marc Frédérix, Pierre Guffroy
Mister Buddwing - George W. Davis, Paul Groesse, Henry Grace, Hugh Hunt

### Bästa scenografi, färg
Vinnare:
Den fantastiska resan - Jack Martin Smith, Dale Hennesy, Walter M. Scott, Stuart A. Reiss
Övriga nominerade:
Högt spel i Orienten - Alexander Golitzen, George C. Webb, John McCarthy Jr., John P. Austin
Julietta och andarna - Piero Gherardi
The Oscar - Hal Pereira, Arthur Lonergan, Robert R. Benton, James W. Payne
Kanonbåten San Pablo - Boris Leven, Walter M. Scott, John Sturtevant, William Kiernan

### Bästa kostym, svartvitt
Vinnare:
Vem är rädd för Virginia Woolf? - Irene Sharaff
Övriga nominerade:
Matteusevangeliet - Danilo Donati
La mandragola - Danilo Donati
Mister Buddwing - Helen Rose
Morgan - hur galen som helst - Jocelyn Rickards

### Bästa kostym, färg
Vinnare:
En man för alla tider - Elizabeth Haffenden, Joan Bridge
Övriga nominerade:
Högt spel i Orienten - Jean Louis
Hawaii - Dorothy Jeakins
Julietta och andarna - Piero Gherardi
The Oscar - Edith Head

### Bästa ljud
Vinnare:
Grand Prix - Franklin Milton (MGM SSD)
Övriga nominerade:
Högt spel i Orienten - Waldon O. Watson (Universal City SSD)
Hawaii - Gordon Sawyer (Samuel Goldwyn SSD)
Kanonbåten San Pablo - James Corcoran (20th Century-Fox SSD)
Vem är rädd för Virginia Woolf? - George Groves (Warner Bros. SSD)

### Bästa klippning
Vinnare:
Grand Prix - Fredric Steinkamp, Henry Berman, Stu Linder, Frank Santillo
Övriga nominerade:
Den fantastiska resan - William B. Murphy
Ryssen kommer! Ryssen kommer! - Hal Ashby, J. Terry Williams
Kanonbåten San Pablo - William Reynolds
Vem är rädd för Virginia Woolf? - Sam O'Steen

### Bästa ljudeffekter
Vinnare:
Grand Prix - Gordon Daniel
Övriga nominerade:
Den fantastiska resan - Walter Rossi

### Bästa specialeffekter
Vinnare:
Den fantastiska resan - Art Cruickshank
Övriga nominerade:
Hawaii - Linwood G. Dunn

### Bästa sång
Vinnare:
Född fri - Lejonet Elsa - John Barry (musik), Don Black (text) för "Born Free" (John Barry närvarade inte vid ceremonin)
Övriga nominerade:
Fallet Alfie - Burt Bacharach (musik), Hal David (text) för "Alfie"
Georgy - En ploygirl - Tom Springfield (musik), Jim Dale (text) för "Georgy Girl"
Hawaii - Elmer Bernstein (musik), Mack David (text) för "My Wishing Doll"
Vi ses i helvetet, älskling - Johnny Mandel (musik), Paul Francis Webster (text) för "A Time for Love"

### Bästa filmmusik
Vinnare:
Född fri - Lejonet Elsa - John Barry
Övriga nominerade:
Bibeln... i begynnelsen - Toshirô Mayuzumi
Hawaii - Elmer Bernstein
Kanonbåten San Pablo - Jerry Goldsmith
Vem är rädd för Virginia Woolf? - Alex North

### Bästa originalmusik
Vinnare:
En kul grej hände på vägen till Forum - Ken Thorne
Övriga nominerade:
Matteusevangeliet - Luis Bacalov
Sju kommer tillbaka - Elmer Bernstein
Med en sång i mitt hjärta - Harry Sukman
Stop the World: I Want to Get Off - Al Ham

### Bästa kortfilm
Vinnare:
Wild Wings - Edgar Anstey
Övriga nominerade:
Turkey the Bridge - Derek Williams
The Winning Strain - Leslie Winik

### Bästa animerade kortfilm
Vinnare:
A Herb Alpert & the Tijuana Brass Double Feature - John Hubley, Faith Hubley
Övriga nominerade:
The Drag - Wolf Koenig, Robert Verrall
The Pink Blueprint - David H. DePatie, Friz Freleng

### Bästa dokumentära kortfilm
Vinnare:
A Year Toward Tomorrow - Edmond Levy
Övriga nominerade:
Adolescence - Marin Karmitz, Vladimir Forgency
Cowboy - Michael Ahnemann, Gary Schlosser
The Odds Against - Lee R. Bobker, Helen Kristt Radin
Részletek J.S. Bach Máté passiójából - Hungarofilm

### Bästa dokumentärfilm
Vinnare:
Krigsspel - Peter Watkins
Övriga nominerade:
The Face of a Genius - Alfred R. Kelman
Helicopter Canada - Peter Jones, Tom Daly
Le volcan interdit - Haroun Tazieff
The Really Big Family - Alexander Grasshoff

### Bästa utländska film
Vinnare:
En man och en kvinna (Frankrike)
Övriga nominerade:
Slaget om Alger (Italien)
En blondins kärleksaffärer (Tjeckoslovakien)
Faraon (Polen)
Tri (Jugoslavien)

### Heders-Oscar
Y. Frank Freeman
Yakima Canutt

### Irving G. Thalberg Memorial Award
Robert Wise

### Jean Hersholt Humanitarian Award
George Bagnall